# Crypsis
Crypsis é um género botânico pertencente à família Poaceae, subfamília Chloridoideae, tribo Eragrostideae.
O gênero apresenta aproximadamente 40 espécies. Ocorrem na Europa, África, Ásia, Australásia e América do Norte.
O género foi descrito por Aiton e publicado em Hortus Kewensis'; or, a catalogue 1: 48. 1789.

## Sinônimos
A base de dados Tropicos indica a seguinte sinonímia:
- Antitragus Gaertn.
- Ceytosis Munro
- Heleochloa Host ex Roem.
- Pallasia Scop.
- Pechea Lapeyr.
- Raddia Bertol.
- Raddia Mazziari
- Torgesia Bornm.

## Principais espécies
- Crypsis aculeata (L.) Aiton
- Crypsis acuminata  Trin.
- Crypsis alopecuroidea  St Lager
- Crypsis compacta  Steud.
- Crypsis schenoides  Beauv.
- Crypsis vaginiflora  Opiz
- «PPP-Index Lista completa»

## Portugal
O género está representado em Portugal por três espécies
- Crypsis aculeata (L.) Aiton
- Crypsis alopecuroides (Piller & Mitterp.) Schrad.
- Crypsis schoenoides (L.) Lam.

Estão presentes apenas em Portugal Continental, de onde são nativas.